# Japonka (obraz Bertalana Szekely)
Japonka (w języku węgierskim: Japán nő) – obraz węgierskiego artysty Bertalana Szekely namalowany w 1871 roku.

## Opis obrazu
Obraz jest namalowany farbą olejną na płótnie; jego wymiary to 169,5 × 121,5 cm. Obraz jest obecnie w kolekcji Węgierskiego Muzeum Narodowego w Budapeszcie.

## Temat i ujęcie
Bertalan Szekely był jednym z najbardziej znaczących artystów XIX wieku na Węgrzech. Obraz Japonka jego autorstwa był pierwszym przykładem wpływu japonizmu na węgierskie malarstwo. Wygląd i rysy twarzy modelki pozwalają sądzić, że nie była ona w rzeczywistości Japonką, natomiast stylizacja, tło i rekwizyty przedstawione na obrazie zapożyczone są z kultury japońskiej. Bertalan Szekely zetknął się z oryginalnymi dziełami sztuki japońskiej w 1870 roku prezentowanymi na wystawie sztuki azjatyckiej w Węgierskim Muzeum Narodowym. Wystawa ta zainspirowała go do stworzenia tego obrazu rok później.